# Lethe tomariope
Lethe tomariope är en fjärilsart som beskrevs av Felix Bryk 1942. Lethe tomariope ingår i släktet Lethe och familjen praktfjärilar. Inga underarter finns listade i Catalogue of Life.